# Йотиран ят
Знакът Ꙓ, ꙓ, носещ условното название „йотиран ят“, представлява лигатура (съчетание) на буквите І и Ѣ. Йотираният ят се среща в едни от най-древните паметници на църковнославянската писменост, като например в изготвения през 1073 г. за киевския княз Светослав II „Изборник“ (известен като „Втори Симеонов сборник“ или Светославов препис на Сборника на българския цар Симеон I).
Буквата не присъства в глаголицата и не притежава числова стойност. Тя също така не е включена и в официалния състав на кирилицата. Собственото име на знака не е упоменато никъде, затова се използва описателното наименование „йотиран ят“. Употребява се в началото на думата или след гласна: ꙓди, наꙓдъся. Най-правдоподобното произношение би следвало да е [jæː] или [jeː].
Знакът не се поддържа от повечето кодироващи компютърни системи, но във версия 5.1 на Уникод му е отредена следната позиция:
| Кодиране     | Буква      | Регистър   | Код    |
| ------------ | ---------- | ---------- | ------ |
| Уникод (5.1) | Йотиран ят | Главна (Ꙓ) | U+A652 |
| Уникод (5.1) | Йотиран ят | Малка (ꙓ)  | U+A653 |